# 钦江县
钦江县，中国古县名。
隋朝开皇十八年（598年），改宋寿县置，治所在今广西壮族自治区钦州市东北、钦江西北岸。唐朝元和以后迁治南宾砦（今灵山县旧州镇）。北宋开宝五年（972年）废入灵山县。